# 319 Леона
319 Лео́на (319 Leona) — астероїд зовнішнього головного поясу, відкритий 8 жовтня 1891 року Огюстом Шарлуа у Ніцці.
Тіссеранів параметр щодо Юпітера — 3,080.